# あいのわ
『あいのわ』は、ハナレグミの4枚目のアルバム。2009年6月24日発売。

## 概要
前作『帰ってから、歌いたくなってもいいようにと思ったのだ。』から約4年半ぶりとなるオリジナルアルバム。

## 収録曲
1. あいのわ
SUPER BUTTER DOG時代にリリースされた同名の楽曲（作詞：永積タカシ、作曲：竹内朋康）とは別作品。
2. 愛にメロディ
東京スカパラダイスオーケストラの沖祐市、茂木欣一が参加。
3. 光と影
4. Peace Tree feat.BOSE(fromスチャダラパー)、AFRA
5. PEOPLE GET READY
6. 大安
SUPER BUTTER DOG時代にライブで披露されていた楽曲（音源のリリースはなし）のセルフカバー。
7. …がしかしの女 feat.マダムギター
8. あいまいにあまい愛のまにまに
9. あいのこども

| スタブアイコン | サブスタブ | この項目は、まだ閲覧者の調べものの参照としては役立たない、アルバムに関連した書きかけの項目です。この項目を加筆・訂正などしてくださる協力者を求めています（P:音楽/PJ:アルバム）。 |